# Everard
Az Everard germán eredetű angol férfinév, a jelentése vadkan + erős, merész.

## Gyakorisága
Az 1990-es években szórványos név, a 2000-es években nem szerepel a 100 leggyakoribb férfinév között.

## Névnapok
ajánlott névnap
- április 25.[2]